# Biedermeier

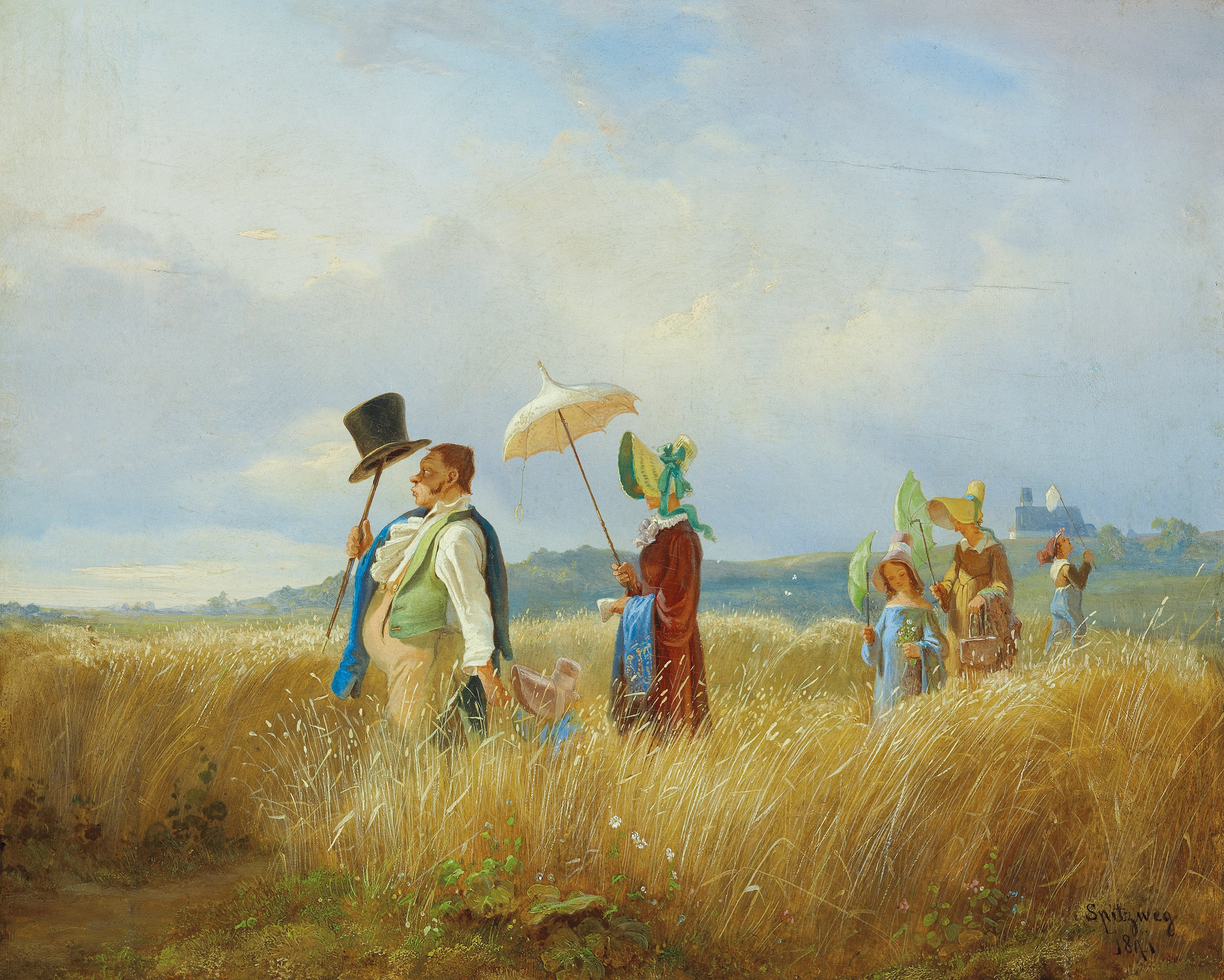
Passeio de domingo, Carl Spitzweg.

O período Biedermeier estende-se de 1815 (Congresso de Viena) a 1848 (Revoluções de 1848 nos Estados alemães). Em política, é associado à restauração alemã e ao desenvolvimento dos estados alemães após a era napoleônica.
O estilo Biedermeier designa a cultura burguesa — a arte  e a literatura — marcada pelo conservadorismo dessa época. A restrição das liberdades e sobretudo uma certa desconfiança no tocante à ação política provocam um recuo dos artistas para a esfera privada — a família e o ambiente doméstico. A fuga para o idílio e a vida privada são, consequentemente, temas típicos do período. O escritor Jean Paul falava duma felicidade total na limitação.
Na literatura, o Biedermeier, conservador, opõe-se à Vormärz, corrente de tendência revolucionária que se desenvolve a partir dos anos 1830.
Na arte, é considerado como um período de transição entre o neoclassicismo e o romantismo, tal como interpretado pela burguesia, particularmente na Alemanha, na Áustria, no norte da Itália e nos países escandinavos. O estilo Biedermeier floresceu sobretudo de 1825 a 1835, período de empobrecimento econômico que se seguiu ao fim das guerras napoleônicas.

## Origem do termo
O termo Biedermeier foi adotado para designar uma época somente por volta de 1900. Provém do pseudônimo Gottlieb Biedermeier, adotado a partir de 1855 pelo jurista e escritor Ludwig Eichrodt e pelo médico Adolf Kußmaul ao publicarem, em uma revista satírica e humorística de Munique, Fliegende Blätter ("Folhas voando"), uma série de poemas em que parodiavam os poemas de um professor de aldeia, Samuel Friedrich Sauter, por seu caráter despolitizado e pequeno-burguês. O nome foi formado a partir dos títulos dos poemas Biedermanns Abendgemütlichkeit ("Felicidade vesperal de Biedermann") e Bummelmaiers Klage  ("A queixa  de Bummelmaier"), publicados em 1848 por Joseph Victor von Scheffel na mesma revista. O nome foi aplicado tanto a um estilo sóbrio de mobiliário e de decoração típico da Alemanha, como à pintura e à literatura do mesmo período, caracterizadas pelo sentimentalismo, pelo intimismo e por uma sátira bem-humorada do mundo pequeno-burguês.